# Llista d'espècies de saltícids (Q-S)
Llista de les espècies de saltícids per ordre alfabètic, de la lletra Q a la S, descrites fins al 23 de maig del 2006.
- Per a les llistes d'espècies amb les altres lletres de l'alfabet, aneu a l'article principal: Llista d'espècies de saltícids.
- Per a la llista de tots els gèneres vegeu l'article Llista de gèneres de saltícids.

| Directori Q R S |

## Q

### Quekettia
Quekettia Peckham i Peckham, 1902
- Quekettia georgius (Peckham i Peckham, 1892) (Madagascar)

## R

### Rafalus
Rafalus Prószynski, 1999
- Rafalus christophori Prószynski, 1999 (Iemen, Israel)
- Rafalus feliksi Prószynski, 1999 (Iemen)
- Rafalus insignipalpis Simon, 1882 (Iemen, Socotra)
- Rafalus karskii Prószynski, 1999 (Israel)
- Rafalus lymphus (Próchniewicz i Heciak, 1994) (Kenya, Tanzània)
- Rafalus nigritibiis (Caporiacco, 1941) (Etiòpia)
- Rafalus stanislawi Prószynski, 1999 (Israel)
- Rafalus variegatus (Kroneberg, 1875) (Àsia central)
- Rafalus wittmeri (Prószynski, 1978) (Bhutan)

### Rarahu
Rarahu Berland, 1929
- Rarahu nitida Berland, 1929 (Samoa)

### Rhene
Rhene Thorell, 1869
- Rhene albigera (C. L. Koch, 1846) (Índia fins a Corea, Sumatra)
- Rhene atrata (Karsch, 1881) (Rússia, Xina, Corea, Taiwan, Japó)
- Rhene banksi Peckham i Peckham, 1902 (Sud-àfrica)
- Rhene biembolusa Song i Chai, 1991 (Xina)
- Rhene biguttata Peckham i Peckham, 1903 (Sud-àfrica)
- Rhene brevipes (Thorell, 1891) (Sumatra)
- Rhene bufo (Doleschall, 1859) (Birmània fins a Sumatra)
- Rhene callida Peckham i Peckham, 1895 (Índia)
- Rhene callosa (Peckham i Peckham, 1895) (Índia)
- Rhene candida Fox, 1937 (Xina)
- Rhene capensis Strand, 1909 (Sud-àfrica)
- Rhene cooperi Lessert, 1925 (Sud-àfrica)
- Rhene daitarensis Prószynski, 1992 (Índia)
- Rhene danieli Tikader, 1973 (Índia)
- Rhene darjeelingiana Prószynski, 1992 (Índia)
- Rhene decorata Tikader, 1977 (Índia)
- Rhene facilis Wesolowska i Russell-Smith, 2000 (Tanzània)
- Rhene flavicomans Simon, 1902 (Índia, Bhutan, Sri Lanka)
- Rhene flavigera (C. L. Koch, 1846) (Xina, Vietnam fins a Sumatra)
- Rhene foai Simon, 1902 (Sud-àfrica)
- Rhene formosa Rollard i Wesolowska, 2002 (Guinea)
- Rhene habahumpa Barrion i Litsinger, 1995 (Filipines)
- Rhene hinlalakea Barrion i Litsinger, 1995 (Filipines)
- Rhene hirsuta (Thorell, 1877) (Sulawesi)
- Rhene indica Tikader, 1973 (Índia, Illes Andaman, Xina)
- Rhene ipis Fox, 1937 (Xina)
- Rhene jelskii (Taczanowski, 1871) (Perú, Guiana)
- Rhene khandalaensis Tikader, 1977 (Índia)
- Rhene lesserti Berland i Millot, 1941 (Senegal)
- Rhene leucomelas (Thorell, 1891) (Filipines)
- Rhene machadoi Berland i Millot, 1941 (Guinea)
- Rhene margarops (Thorell, 1877) (Sulawesi)
- Rhene modesta Caporiacco, 1941 (Etiòpia)
- Rhene mordax (Thorell, 1890) (Java)
- Rhene mus (Simon, 1889) (Índia)
- Rhene myunghwani Kim, 1996 (Corea)
- Rhene nigrita (C. L. Koch, 1846) (Indonesia)
- Rhene pantharae Biswas i Biswas, 1992 (Índia)
- Rhene parvula Caporiacco, 1939 (Etiòpia)
- Rhene phuntsholingensis Jastrzebski, 1997 (Bhutan, Nepal)
- Rhene plana (Schenkel, 1936) (Xina)
- Rhene rubrigera (Thorell, 1887) (Índia fins a la Xina, Sumatra, Hawaii)
- Rhene saeva (Giebel, 1863) (Java)
- Rhene setipes Zabka, 1985 (Xina, Vietnam, Illes Ryukyu)
- Rhene spuridens Strand, 1907 (Java)
- Rhene sulfurea (Simon, 1885) (Senegal)
- Rhene triapophyses Peng, 1995 (Xina)

### Rhetenor
Rhetenor Simon, 1902
- Rhetenor diversipes Simon, 1902 (Brasil)
- Rhetenor texanus Gertsch, 1936 (EUA)

### Rhombonotus
Rhombonotus L. Koch, 1879
- Rhombonotus gracilis L. Koch, 1879 (Queensland)

### Rhyphelia
Rhyphelia Simon, 1902
- Rhyphelia variegata Simon, 1902 (Veneçuela, Brasil)

### Rishaschia
Rishaschia Makhan, 2006
- Rishaschia amrishi Makhan, 2006 (Surinam)

### Roeweriella
Roeweriella Kratochvíl, 1932
- Roeweriella balcanica Kratochvíl, 1932 (Croatia, Bosnia-Hercegovina)

### Rogmocrypta
Rogmocrypta Simon, 1900
- Rogmocrypta elegans (Simon, 1885) (Nova Caledònia)
- Rogmocrypta nigella Simon, 1900 (Filipines)
- Rogmocrypta puta Simon, 1900 (Singapur)

### Romitia
Romitia Caporiacco, 1947
- Romitia nigra Caporiacco, 1947 (Guyana)

### Rudra
Rudra Peckham i Peckham, 1885
- Rudra brescoviti Braul i Lise, 1999 (Brasil)
- Rudra dagostinae Braul i Lise, 1999 (Brasil)
- Rudra geniculata Peckham i Peckham, 1885 (Guatemala, Panamà)
- Rudra humilis Mello-Leitão, 1945 (Argentina, Brasil)
- Rudra minensis Galiano, 1984 (Brasil)
- Rudra multispina Caporiacco, 1947 (Guyana)
- Rudra oriximina Galiano, 1984 (Brasil)
- Rudra polita Peckham i Peckham, 1894 (Guatemala)
- Rudra tenera Peckham i Peckham, 1894 (Brasil)
- Rudra wagae (Taczanowski, 1872) (Guaiana Francesa)

## S

### Sadies
Sadies Wanless, 1984
- Sadies fulgida Wanless, 1984 (Seychelles)
- Sadies gibbosa Wanless, 1984 (Seychelles)
- Sadies seychellensis Wanless, 1984 (Seychelles)
- Sadies trifasciata Wanless, 1984 (Seychelles)

### Saitidops
Saitidops Simon, 1901
- Saitidops albopatellus Bryant, 1950 (Jamaica)
- Saitidops clathratus Simon, 1901 (Veneçuela)

### Saitis
Saitis Simon, 1876
- Saitis annae Cockerell, 1894 (Jamaica)
- Saitis aranukanus Roewer, 1944 (Illes Gilbert)
- Saitis ariadneae Logunov, 2001 (Creta)
- Saitis auberti Berland, 1938 (Noves Hèbrides)
- Saitis barbipes (Simon, 1868) (Mediterrani, Europa central (introduït?))
- Saitis berlandi Roewer, 1951 (Noves Hèbrides)
- Saitis breviusculus Simon, 1901 (Gabon)
- Saitis catulus Simon, 1901 (Veneçuela)
- Saitis chaperi Simon, 1885 (Índia, Sri Lanka)
- Saitis cupidon (Simon, 1885) (Nova Caledònia)
- Saitis cyanipes Simon, 1901 (Brasil)
- Saitis graecus Kulczyn'ski, 1905 (Grècia)
- Saitis imitatus (Simon, 1868) (Croatia, Montenegro)
- Saitis insectus (Hogg, 1896) (Central Austràlia)
- Saitis insulanus Rainbow, 1920 (Illes Lord Howe)
- Saitis lacustris Hickman, 1944 (Central Austràlia)
- Saitis latifrons Caporiacco, 1928 (Líbia)
- Saitis leighi Peckham i Peckham, 1903 (Sud-àfrica)
- Saitis magniceps (Keyserling, 1882) (Queensland)
- Saitis magnus Caporiacco, 1947 (Etiòpia)
- Saitis marcusi Soares i Camargo, 1948 (Brasil)
- Saitis mundus Peckham i Peckham, 1903 (Est Sud-àfrica)
- Saitis nanus Soares i Camargo, 1948 (Brasil)
- Saitis perplexides (Strand, 1908) (Jamaica)
- Saitis relucens (Thorell, 1877) (Sulawesi)
- Saitis sengleti (Metzner, 1999) (Grècia, Creta)
- Saitis signatus (Keyserling, 1883) (Unknown)
- Saitis speciosus (O. P.-Cambridge, 1874) (Nova Gal·les del Sud)
- Saitis spinosus (Mello-Leitão, 1945) (Argentina)
- Saitis splendidus (Walckenaer, 1837) (Timor)
- Saitis taeniatus Keyserling, 1883 (Austràlia)
- Saitis tauricus Kulczyn'ski, 1905 (Bulgària, Grècia, Turquia, Ucraïna)
- Saitis variegatus Mello-Leitão, 1941 (Argentina)

### Saitissus
Saitissus Roewer, 1938
- Saitissus squamosus Roewer, 1938 (Nova Guinea)

### Salpesia
Salpesia Simon, 1901
- Salpesia bicolor (Keyserling, 1883) (Queensland)
- Salpesia bimaculata (Keyserling, 1883) (Nova Gal·les del Sud)
- Salpesia soricina Simon, 1901 (Seychelles)
- Salpesia squalida (Keyserling, 1883) (Queensland, Nova Gal·les del Sud)
- Salpesia villosa (Keyserling, 1883) (Austràlia)

### Salticus
Salticus Latreille, 1804
- Salticus afghanicus Logunov i Zamanpoore, 2005 (Afganistan)
- Salticus aiderensis Logunov i Rakov, 1998 (Turkmenistan)
- Salticus alegranzaensis Wunderlich, 1995 (Illes Canàries)
- Salticus amitaii Prószynski, 2000 (Israel)
- Salticus annulatus (Giebel, 1870) (Sud-àfrica)
- Salticus austinensis Gertsch, 1936 (EUA, Mèxic, Amèrica Central)
- Salticus beneficus (O. P.-Cambridge, 1885) (Yarkand)
- Salticus bonaerensis Holmberg, 1876 (Argentina)
- Salticus brasiliensis Lucas, 1833 (Brasil)
- Salticus canariensis Wunderlich, 1987 (Illes Canàries)
- Salticus cingulatus (Panzer, 1797) (Paleàrtic)
- Salticus confusus Lucas, 1846 (Espanya, Còrsega, Bulgària, Algèria)
- Salticus conjonctus (Simon, 1868) (França, Itàlia)
- Salticus coronatus (Camboué, 1887) (Madagascar)
- Salticus devotus (O. P.-Cambridge, 1885) (Yarkand)
- Salticus dzhungaricus Logunov, 1992 (Kazakhstan, Turkmenistan)
- Salticus falcarius (Hentz, 1846) (EUA)
- Salticus flavicruris (Rainbow, 1897) (Nova Gal·les del Sud)
- Salticus gomerensis Wunderlich, 1987 (Illes Canàries)
- Salticus iteacus Metzner, 1999 (Grècia)
- Salticus jugularis Simon, 1900 (Queensland)
- Salticus kraali (Thorell, 1878) (Amboina)
- Salticus latidentatus Roewer, 1951 (Rússia, Mongòlia, Xina)
- Salticus major (Simon, 1868) (Portugal, Espanya, França)
- Salticus mandibularis (Simon, 1868) (Grècia)
- Salticus marenzelleri Nosek, 1905 (Turquia)
- Salticus meticulosus Lucas, 1846 (Algèria)
- Salticus modicus (Simon, 1875) (França)
- Salticus mutabilis Lucas, 1846 (Europa, Açores, Georgia, Argentina)
- Salticus noordami Metzner, 1999 (Grècia)
- Salticus olivaceus (L. Koch, 1867) (Espanya fins a Israel)
- Salticus palpalis (Banks, 1904) (EUA)
- Salticus paludivagus Lucas, 1846 (Algèria)
- Salticus peckhamae (Cockerell, 1897) (EUA)
- Salticus perogaster (Thorell, 1881) (Illes Yule)
- Salticus propinquus Lucas, 1846 (Mediterrani)
- Salticus proszynskii Logunov, 1992 (Kirguizstan)
- Salticus quagga Miller, 1971 (Hongria, Eslovàquia)
- Salticus ravus (Bösenberg, 1895) (Illes Canàries)
- Salticus scenicus (Clerck, 1757) (Holarctic)
- Salticus scitulus (Simon, 1868) (Còrsega, Sicília)
- Salticus tricinctus (C. L. Koch, 1846) (Israel fins a Àsia central)
- Salticus truncatus Simon, 1937 (França)
- Salticus turkmenicus Logunov i Rakov, 1998 (Turkmenistan)
- Salticus unciger (Simon, 1868) (Migdia europeu)
- Salticus unicolor (Simon, 1868) (Corfu)
- Salticus unispinus (Franganillo, 1910) (Portugal)
- Salticus zebraneus (C. L. Koch, 1837) (Paleàrtic)

### Sandalodes
Sandalodes Keyserling, 1883
- Sandalodes albovittatus (Keyserling, 1883) (Queensland)
- Sandalodes bernsteini (Thorell, 1881) (Nova Guinea)
- Sandalodes bipenicillatus (Keyserling, 1882) (Queensland, Nova Gal·les del Sud)
- Sandalodes celebensis Merian, 1911 (Sulawesi)
- Sandalodes joannae Zabka, 2000 (Austràlia Occidental)
- Sandalodes minahassae Merian, 1911 (Sulawesi)
- Sandalodes pumicatus (Thorell, 1881) (Nova Guinea)
- Sandalodes scopifer (Karsch, 1878) (Nova Guinea, Austràlia)
- Sandalodes superbus (Karsch, 1878) (Nova Guinea, Austràlia)

### Saraina
Saraina Wanless i Clark, 1975
- Saraina rubrofasciata Wanless i Clark, 1975 (oest i centre d'Àfrica)

### Sarinda
Sarinda Peckham i Peckham, 1892
- Sarinda armata (Peckham i Peckham, 1892) (Panamà fins a Perú)
- Sarinda atrata (Taczanowski, 1871) (Guaiana Francesa)
- Sarinda capibarae Galiano, 1967 (Brasil)
- Sarinda cayennensis (Taczanowski, 1871) (Brasil, Guaiana Francesa)
- Sarinda chacoensis Galiano, 1996 (Argentina)
- Sarinda cutleri (Richman, 1965) (EUA)
- Sarinda exilis (Mello-Leitão, 1943) (Brasil)
- Sarinda glabra Franganillo, 1930 (Cuba)
- Sarinda hentzi (Banks, 1913) (EUA)
- Sarinda imitans Galiano, 1965 (Argentina)
- Sarinda longula (Taczanowski, 1871) (Guaiana Francesa)
- Sarinda marcosi Piza, 1937 (Brasil, Argentina)
- Sarinda nigra Peckham i Peckham, 1892 (Nicaragua, Brasil, Guyana, Argentina)
- Sarinda Panamàe Galiano, 1965 (Panamà)
- Sarinda pretiosa Banks, 1909 (Costa Rica)
- Sarinda ruficeps (Simon, 1901) (Colòmbia)
- Sarinda silvatica Chickering, 1946 (Panamà)

### Sarindoides
Sarindoides Mello-Leitão, 1922
- Sarindoides violaceus Mello-Leitão, 1922 (Brasil)

### Sassacus
Sassacus Peckham i Peckham, 1895
- Sassacus alboguttatus (F. O. P.-Cambridge, 1901) (Mèxic)
- Sassacus arcuatus Simon, 1901 (Brasil)
- Sassacus aurantiacus Simon, 1901 (Brasil)
- Sassacus barbipes (Peckham i Peckham, 1888) (EUA fins a Costa Rica)
- Sassacus biaccentuatus Simon, 1901 (Paraguai)
- Sassacus dissimilis Mello-Leitão, 1941 (Argentina)
- Sassacus flavicinctus Crane, 1949 (Veneçuela)
- Sassacus glyphochelis Bauab, 1979 (Brasil)
- Sassacus helenicus (Mello-Leitão, 1943) (Brasil)
- Sassacus ocellatus Crane, 1949 (Veneçuela)
- Sassacus paiutus (Gertsch, 1934) (EUA)
- Sassacus papenhoei Peckham i Peckham, 1895 (EUA)
- Sassacus resplendens Simon, 1901 (Veneçuela)
- Sassacus sexspinosus (Caporiacco, 1955) (Veneçuela)
- Sassacus trochilus Simon, 1901 (Brasil)
- Sassacus vanduzeei Chamberlin, 1924 (Mèxic)
- Sassacus vitis (Cockerell, 1894) (EUA, Mèxic)

### Schenkelia
Schenkelia Lessert, 1927
- Schenkelia benoiti Wanless i Clark, 1975 (Costa d'Ivori)
- Schenkelia gertschi Berland i Millot, 1941 (Guinea)
- Schenkelia lesserti Berland i Millot, 1941 (Guinea)
- Schenkelia modesta Lessert, 1927 (Congo, Tanzània)

### Scopocira
Scopocira Simon, 1900
- Scopocira atypica Mello-Leitão, 1922 (Brasil)
- Scopocira carinata Crane, 1945 (Guyana)
- Scopocira dentichelis Simon, 1900 (Veneçuela)
- Scopocira fuscimana (Mello-Leitão, 1941) (Brasil)
- Scopocira histrio Simon, 1900 (Brasil, Argentina)
- Scopocira melanops (Taczanowski, 1871) (Perú, Guyana)
- Scopocira panamena Chamberlin i Ivie, 1936 (Panamà)
- Scopocira tenella Simon, 1900 (Brasil)
- Scopocira vivida (Peckham i Peckham, 1901) (Brasil)

### Scoturius
Scoturius Simon, 1901
- Scoturius tigris Simon, 1901 (Paraguai, Argentina)

### Sebastira
Sebastira Simon, 1901
- Sebastira instrata Simon, 1901 (Veneçuela)
- Sebastira plana Chickering, 1946 (Panamà)

### Selimus
Selimus Peckham i Peckham, 1901
- Selimus venustus Peckham i Peckham, 1901 (Brasil)

### Semiopyla
Semiopyla Simon, 1901
- Semiopyla cataphracta Simon, 1901 (Mèxic fins a Argentina)
- Semiopyla triarmata Galiano, 1985 (Argentina)
- Semiopyla viperina Galiano, 1985 (Paraguai, Argentina)

### Semnolius
Semnolius Simon, 1902
- Semnolius albofasciatus Mello-Leitão, 1941 (Argentina)
- Semnolius brunneus Mello-Leitão, 1945 (Argentina)
- Semnolius chrysotrichus Simon, 1902 (Brasil)

### Semora
Semora Peckham i Peckham, 1892
- Semora infranotata Mello-Leitão, 1945 (Argentina)
- Semora langei Mello-Leitão, 1947 (Brasil)
- Semora napaea Peckham i Peckham, 1892 (Brasil)
- Semora trochilus Simon, 1901 (Veneçuela)

### Semorina
Semorina Simon, 1901
- Semorina brachychelyne Crane, 1949 (Veneçuela)
- Semorina iris Simon, 1901 (Veneçuela)
- Semorina lineata Mello-Leitão, 1945 (Argentina)
- Semorina megachelyne Crane, 1949 (Veneçuela)
- Semorina seminuda Simon, 1901 (Veneçuela)

### Servaea
Servaea Simon, 1888
- Servaea incana (Karsch, 1878) (Nova Gal·les del Sud)
- Servaea murina Simon, 1902 (Java)
- Servaea obscura Rainbow, 1915 (Sud d'Austràlia)
- Servaea spinibarbis Simon, 1909 (Austràlia Occidental)
- Servaea vestita (L. Koch, 1879) (Austràlia, Tasmania)
- Servaea villosa (Keyserling, 1881) (Queensland)

### Sibianor
Sibianor Logunov, 2001
- Sibianor aemulus (Gertsch, 1934) (EUA, Canadà, Rússia)
- Sibianor annae Logunov, 2001 (Xina)
- Sibianor aurocinctus (Ohlert, 1865) (Paleàrtic)
- Sibianor japonicus (Logunov, Ikeda i Ono, 1997) (Rússia, Japó)
- Sibianor kenyaensis Logunov, 2001 (Kenya)
- Sibianor kochiensis (Bohdanowicz i Prószynski, 1987) (Japó)
- Sibianor larae Logunov, 2001 (Paleàrtic)
- Sibianor latens (Logunov, 1991) (Rússia, Xina)
- Sibianor nigriculus (Logunov i Wesolowska, 1992) (Rússia, Corea, Japó)
- Sibianor pullus (Bösenberg i Strand, 1906) (Rússia, Xina, Corea, Japó)
- Sibianor tantulus (Simon, 1868) (Paleàrtic)
- Sibianor turkestanicus Logunov, 2001 (Àsia central)
- Sibianor victoriae Logunov, 2001 (Kenya)

### Sidusa
Sidusa Peckham i Peckham, 1895
- Sidusa angulitarsis Simon, 1902 (Brasil)
- Sidusa carinata Kraus, 1955 (El Salvador)
- Sidusa dominicana Petrunkevitch, 1914 (Dominica)
- Sidusa femoralis Banks, 1909 (Costa Rica)
- Sidusa gratiosa Peckham i Peckham, 1895 (Brasil)
- Sidusa inconspicua Bryant, 1940 (Cuba)
- Sidusa marmorea F. O. P.-Cambridge, 1901 (Costa Rica, Panamà)
- Sidusa mona Bryant, 1947 (Puerto Rico)
- Sidusa nigrina F. O. P.-Cambridge, 1901 (Mèxic)
- Sidusa olivacea F. O. P.-Cambridge, 1901 (Guatemala)
- Sidusa pallida F. O. P.-Cambridge, 1901 (Guatemala)
- Sidusa pavida Bryant, 1942 (Illes Virgin)
- Sidusa recondita Peckham i Peckham, 1896 (Guatemala, Panamà)
- Sidusa stoneri Bryant, 1923 (Antigua)
- Sidusa tarsalis Banks, 1909 (Costa Rica)
- Sidusa turquinensis Bryant, 1940 (Cuba)
- Sidusa unica Kraus, 1955 (El Salvador)

### Sigytes
Sigytes Simon, 1902
- Sigytes albocinctus (Keyserling, 1881) (Queensland)
- Sigytes diloris (Keyserling, 1881) (Queensland fins a Fiji)
- Sigytes paradisiacus Simon, 1902 (Sri Lanka)

### Siler
Siler Simon, 1889
- Siler bielawskii Zabka, 1985 (Xina, Vietnam)
- Siler collingwoodi (O. P.-Cambridge, 1871) (Xina)
- Siler cupreus Simon, 1889 (Xina, Corea, Taiwan, Japó)
- Siler flavocinctus (Simon, 1901) (Singapur)
- Siler hanoicus Prószynski, 1985 (Vietnam)
- Siler pulcher Simon, 1901 (Malàisia)
- Siler semiglaucus (Simon, 1901) (Sri Lanka fins a les Filipines)
- Siler severus (Simon, 1901) (Xina)

### Siloca
Siloca Simon, 1902
- Siloca bulbosa Tullgren, 1905 (Argentina)
- Siloca campestrata Simon, 1902 (Brasil)
- Siloca cubana Bryant, 1940 (Cuba)
- Siloca electa Bryant, 1943 (Hispaniola)
- Siloca minuta Bryant, 1940 (Cuba)
- Siloca monae Petrunkevitch, 1930 (Puerto Rico)
- Siloca sanguiniceps Simon, 1902 (Brasil)
- Siloca septentrionalis Caporiacco, 1954 (Guaiana Francesa)
- Siloca viaria (Peckham i Peckham, 1901) (Jamaica)

### Simaetha
Simaetha Thorell, 1881
- Simaetha almadenensis Zabka, 1994 (Queensland, Nova Gal·les del Sud)
- Simaetha atypica Zabka, 1994 (Territori del Nord)
- Simaetha broomei Zabka, 1994 (Austràlia Occidental)
- Simaetha castanea Lessert, 1927 (Congo)
- Simaetha cingulata (Karsch, 1891) (Sri Lanka)
- Simaetha colemani Zabka, 1994 (Queensland)
- Simaetha damongpalaya Barrion i Litsinger, 1995 (Filipines)
- Simaetha deelemanae Zhang, Song i Li, 2003 (Singapur)
- Simaetha furiosa (Hogg, 1919) (Sumatra)
- Simaetha knowlesi Zabka, 1994 (Nova Guinea, Austràlia Occidental)
- Simaetha laminata (Karsch, 1891) (Sri Lanka)
- Simaetha makinanga Barrion i Litsinger, 1995 (Filipines)
- Simaetha paetula (Keyserling, 1882) (Nova Guinea, Austràlia Occidental, Queensland)
- Simaetha papuana Zabka, 1994 (Nova Guinea)
- Simaetha reducta (Karsch, 1891) (Sri Lanka)
- Simaetha robustior (Keyserling, 1882) (Nova Guinea, Queensland)
- Simaetha tenuidens (Keyserling, 1882) (Nova Guinea, Queensland)
- Simaetha tenuior (Keyserling, 1882) (Nova Guinea, Austràlia Occidental, Queensland)
- Simaetha thoracica Thorell, 1881 (Austràlia Occidental, Queensland)

### Simaethula
Simaethula Simon, 1902
- Simaethula aurata (L. Koch, 1879) (Queensland)
- Simaethula auronitens (L. Koch, 1879) (Queensland, Nova Gal·les del Sud)
- Simaethula chalcops Simon, 1909 (Austràlia Occidental)
- Simaethula janthina Simon, 1902 (Queensland)
- Simaethula mutica Szombathy, 1915 (Austràlia)
- Simaethula opulenta (L. Koch, 1879) (Queensland, Nova Gal·les del Sud)
- Simaethula violacea (L. Koch, 1879) (Queensland)

### Similaria
Similaria Prószynski, 1992
- Similaria enigmatica Prószynski, 1992 (Índia)

### Simonurius
Simonurius Galiano, 1988
- Simonurius campestratus (Simon, 1901) (Veneçuela)
- Simonurius expers Galiano, 1988 (Argentina)
- Simonurius gladifer (Simon, 1901) (Argentina)
- Simonurius quadratarius (Simon, 1901) (Veneçuela)

### Simprulla
Simprulla Simon, 1901
- Simprulla argentina Mello-Leitão, 1940 (Argentina)
- Simprulla nigricolor Simon, 1901 (Panamà fins a Brasil)

### Sitticus
Sitticus Simon, 1901
- Sitticus albolineatus (Kulczyn'ski, 1895) (Rússia, Xina, Corea)
- Sitticus ammophilus (Thorell, 1875) (Rússia, Àsia central, Canadà)
- Sitticus ansobicus Andreeva, 1976 (Àsia central)
- Sitticus atricapillus (Simon, 1882) (Europa)
- Sitticus avocator (O. P.-Cambridge, 1885) (Rússia, Àsia central fins al Japó)
- Sitticus barsakelmes Logunov i Rakov, 1998 (Kazakhstan)
- Sitticus burjaticus Danilov i Logunov, 1994 (Rússia)
- Sitticus canus (Galiano, 1977) (Perú)
- Sitticus caricis (Westring, 1861) (Paleàrtic)
- Sitticus cautus (Peckham i Peckham, 1888) (Mèxic)
- Sitticus cellulanus Galiano, 1989 (Argentina)
- Sitticus clavator Schenkel, 1936 (Xina)
- Sitticus concolor (Banks, 1895) (EUA)
- Sitticus cutleri Prószynski, 1980 (Holarctic)
- Sitticus damini (Chyzer, 1891) (Migdia europeu, Rússia)
- Sitticus designatus (Peckham i Peckham, 1903) (Sud-àfrica)
- Sitticus diductus (O. P.-Cambridge, 1885) (Karakorum, Xina)
- Sitticus distinguendus (Simon, 1868) (Paleàrtic)
- Sitticus dorsatus (Banks, 1895) (EUA)
- Sitticus dubatolovi Logunov i Rakov, 1998 (Kazakhstan)
- Sitticus dudkoi Logunov, 1998 (Rússia)
- Sitticus dyali Roewer, 1951 (Pakistan)
- Sitticus dzieduszyckii (L. Koch, 1870) (Europa, Rússia)
- Sitticus eskovi Logunov i Wesolowska, 1995 (Rússia, Sakhalin, Illes Kurils)
- Sitticus exiguus (Bösenberg, 1903) (Alemanya)
- Sitticus fasciger (Simon, 1880) (Rússia, Xina, Corea, Japó, EUA)
- Sitticus finschi (L. Koch, 1879) (EUA, Canadà, Rússia)
- Sitticus flabellatus Galiano, 1989 (Argentina, Uruguai)
- Sitticus floricola (C. L. Koch, 1837) (Paleàrtic)
  - Sitticus floricola palustris (Peckham i Peckham, 1883) (North America)
- Sitticus goricus Ovtsharenko, 1978 (Rússia)
- Sitticus inexpectus Logunov i Kronestedt, 1997 (Europa fins a Àsia central)
- Sitticus inopinabilis Logunov, 1992 (Rússia, Àsia central)
- Sitticus japonicus Kishida, 1910 (Japó)
- Sitticus juniperi Gertsch i Riechert, 1976 (EUA)
- Sitticus karakumensis Logunov, 1992 (Turkmenistan)
- Sitticus kazakhstanicus Logunov, 1992 (Kazakhstan)
- Sitticus leucoproctus (Mello-Leitão, 1944) (Brasil, Uruguai, Argentina)
- Sitticus longipes (Canestrini, 1873) (Europa)
- Sitticus magnus Chamberlin i Ivie, 1944 (EUA)
- Sitticus manni (Doleschall, 1852) (Croatia)
- Sitticus mazorcanus Chamberlin, 1920 (Perú)
- Sitticus mirandus Logunov, 1993 (Rússia, Àsia central)
- Sitticus monstrabilis Logunov, 1992 (Àsia central)
- Sitticus montanus Kishida, 1910 (Japó)
- Sitticus morosus (Banks, 1895) (EUA)
- Sitticus nakamurae Kishida, 1910 (Japó)
- Sitticus nenilini Logunov i Wesolowska, 1993 (Kazakhstan, Kirguizstan)
- Sitticus nitidus Hu, 2001 (Xina)
- Sitticus niveosignatus (Simon, 1880) (Nepal fins a la Xina)
- Sitticus palpalis (F. O. P.-Cambridge, 1901) (Mèxic, Argentina)
- Sitticus penicillatus (Simon, 1875) (Paleàrtic)
  - Sitticus penicillatus adriaticus Kolosváry, 1938 (Balkans)
- Sitticus penicilloides Wesolowska, 1981 (North Corea)
- Sitticus peninsulanus (Banks, 1898) (Mèxic)
- Sitticus phaleratus Galiano i Baert, 1990 (Illes Galàpagos)
- Sitticus psammodes (Thorell, 1875) (Rússia)
- Sitticus pubescens (Fabricius, 1775) (Europa, Rússia, EUA)
- Sitticus pulchellus Logunov, 1992 (Kazakhstan, Kirguizstan)
- Sitticus ranieri (Peckham i Peckham, 1909) (Holarctic)
- Sitticus relictarius Logunov, 1998 (Rússia, Georgia, Iran, Azerbaidjan)
- Sitticus rivalis Simon, 1937 (França)
- Sitticus rupicola (C. L. Koch, 1837) (Holarctic)
- Sitticus saevus Dönitz i Strand, 1906 (Japó)
- Sitticus saganus Dönitz i Strand, 1906 (Japó)
- Sitticus saltator (O. P.-Cambridge, 1868) (Paleàrtic)
- Sitticus saxicola (C. L. Koch, 1846) (Paleàrtic)
- Sitticus sexsignatus (Franganillo, 1910) (Portugal)
- Sitticus sinensis Schenkel, 1963 (Xina, Corea)
- Sitticus strandi Kolosváry, 1934 (Hongria)
- Sitticus striatus Emerton, 1911 (EUA, Canadà)
- Sitticus subadultus Dönitz i Strand, 1906 (Japó)
- Sitticus taiwanensis Peng i Li, 2002 (Taiwan)
- Sitticus talgarensis Logunov i Wesolowska, 1993 (Kazakhstan, Kirguizstan)
- Sitticus tannuolana Logunov, 1991 (Rússia)
- Sitticus tenebricus Galiano i Baert, 1990 (Illes Galàpagos)
- Sitticus terebratus (Clerck, 1757) (Paleàrtic)
- Sitticus uber Galiano i Baert, 1990 (Illes Galàpagos)
- Sitticus uphami (Peckham i Peckham, 1903) (Sud-àfrica)
- Sitticus walckenaeri Roewer, 1951 (França, Suècia)
- Sitticus welchi Gertsch i Mulaik, 1936 (EUA)
- Sitticus wuae Peng, Tso i Li, 2002 (Taiwan)
- Sitticus zaisanicus Logunov, 1998 (Kazakhstan)
- Sitticus zimmermanni (Simon, 1877) (Europa fins a Àsia central)

### Sobasina
Sobasina Simon, 1898
- Sobasina alboclypea Wanless, 1978 (Illes Salomó)
- Sobasina amoenula Simon, 1898 (Illes Salomó)
- Sobasina aspinosa Berry, Beatty i Prószynski, 1998 (Fiji)
- Sobasina coriacea Berry, Beatty i Prószynski, 1998 (Illes Carolina)
- Sobasina cutleri Berry, Beatty i Prószynski, 1998 (Fiji)
- Sobasina hutuna Wanless, 1978 (Illes Rennell)
- Sobasina magna Berry, Beatty i Prószynski, 1998 (Tonga)
- Sobasina paradoxa Berry, Beatty i Prószynski, 1998 (Fiji)
- Sobasina platypoda Berry, Beatty i Prószynski, 1998 (Fiji)
- Sobasina scutata Wanless, 1978 (Bismarck Arch.)
- Sobasina solomonensis Wanless, 1978 (Illes Salomó)
- Sobasina sylvatica Edmunds i Prószynski, 2001 (Malàisia)
- Sobasina tanna Wanless, 1978 (Noves Hèbrides)
- Sobasina yapensis Berry, Beatty i Prószynski, 1998 (Illes Carolina)

### Sondra
Sondra Wanless, 1988
- Sondra aurea (L. Koch, 1880) (Nova Gal·les del Sud)
- Sondra bickeli Zabka, 2002 (Nova Gal·les del Sud)
- Sondra bifurcata Wanless, 1988 (Queensland)
- Sondra brindlei Zabka, 2002 (Nova Gal·les del Sud)
- Sondra bulburin Wanless, 1988 (Queensland)
- Sondra convoluta Wanless, 1988 (Queensland)
- Sondra damocles Wanless, 1988 (Queensland)
- Sondra excepta Wanless, 1988 (Queensland)
- Sondra finlayensis Wanless, 1988 (Queensland)
- Sondra littoralis Wanless, 1988 (Queensland)
- Sondra nepenthicola Wanless, 1988 (Queensland, Nova Gal·les del Sud)
- Sondra raveni Wanless, 1988 (Queensland)
- Sondra samambrayi Zabka, 2002 (Sud d'Austràlia)
- Sondra tristicula (Simon, 1909) (Austràlia Occidental)
- Sondra variabilis Wanless, 1988 (Queensland)

### Sonoita
Sonoita Peckham i Peckham, 1903
- Sonoita lightfooti Peckham i Peckham, 1903 (Costa d'Ivori, Sud-àfrica)

### Spartaeus
Spartaeus Thorell, 1891
- Spartaeus ellipticus Bao i Peng, 2002 (Taiwan)
- Spartaeus jianfengensis Song i Chai, 1991 (Xina)
- Spartaeus platnicki Song, Chen i Gong, 1991 (Xina)
- Spartaeus spinimanus (Thorell, 1878) (Sri Lanka fins a Borneo)
- Spartaeus thailandicus Wanless, 1984 (Xina, Tailàndia)
- Spartaeus uplandicus Barrion i Litsinger, 1995 (Filipines)
- Spartaeus wildtrackii Wanless, 1987 (Malàisia)
- Spartaeus zhangi Peng i Li, 2002 (Xina)

### Spilargis
Spilargis Simon, 1902
- Spilargis ignicolor Simon, 1902 (Nova Guinea)
  - Spilargis ignicolor bimaculata Strand, 1909 (Moluques)

### Stagetillus
Stagetillus Simon, 1885
- Stagetillus elegans (Reimoser, 1927) (Sumatra)
- Stagetillus opaciceps Simon, 1885 (Sumatra)
- Stagetillus semiostrinus (Simon, 1901) (Malàisia)
- Stagetillus taprobanicus (Simon, 1902) (Sri Lanka)

### Stenaelurillus
Stenaelurillus Simon, 1885
- Stenaelurillus albopunctatus Caporiacco, 1949 (Kenya)
- Stenaelurillus ambiguus Denis, 1966 (Líbia)
- Stenaelurillus cristatus Wesolowska i Russell-Smith, 2000 (Ghana, Tanzània)
- Stenaelurillus darwini Wesolowska i Russell-Smith, 2000 (Tanzània)
- Stenaelurillus fuscatus Wesolowska i Russell-Smith, 2000 (Tanzània)
- Stenaelurillus giovae Caporiacco, 1936 (Líbia)
- Stenaelurillus guttiger (Simon, 1901) (Sud-àfrica)
- Stenaelurillus hainanensis Peng, 1995 (Xina)
- Stenaelurillus hirsutus Lessert, 1927 (Congo)
- Stenaelurillus kronestedti Próchniewicz i Heciak, 1994 (Tanzània)
- Stenaelurillus lesserti Reimoser, 1934 (Índia)
- Stenaelurillus leucogrammus Simon, 1902 (Sud-àfrica)
- Stenaelurillus marusiki Logunov, 2001 (Iran)
- Stenaelurillus minutus Song i Chai, 1991 (Xina)
- Stenaelurillus mirabilis Wesolowska i Russell-Smith, 2000 (Tanzània)
- Stenaelurillus nigricaudus Simon, 1885 (Algèria, Gambia, Senegal)
- Stenaelurillus setosus (Thorell, 1895) (Birmània)
- Stenaelurillus strandi Caporiacco, 1939 (Etiòpia)
- Stenaelurillus triguttatus Simon, 1885 (Tibet)
- Stenaelurillus uniguttatus Lessert, 1925 (Etiòpia, Àfrica oriental)
- Stenaelurillus werneri Simon, 1906 (Iemen fins a Uganda)

### Stenodeza
Stenodeza Simon, 1900
- Stenodeza acuminata Simon, 1900 (Brasil)
- Stenodeza fallax Mello-Leitão, 1917 (Brasil)
- Stenodeza foestiva Mello-Leitão, 1944 (Argentina)

### Stergusa
Stergusa Simon, 1889
- Stergusa aurata Simon, 1902 (Sri Lanka)
- Stergusa aurichalcea Simon, 1902 (Sri Lanka)
- Stergusa improbula Simon, 1889 (Nova Caledònia)
- Stergusa stelligera Simon, 1902 (Sri Lanka)

### Stertinius
Stertinius Simon, 1890
- Stertinius balius (Thorell, 1890) (Sumatra)
- Stertinius capucinus Simon, 1902 (Java)
- Stertinius cyprius Merian, 1911 (Sulawesi)
- Stertinius dentichelis Simon, 1890 (Illes Mariannes)
- Stertinius kumadai Logunov, Ikeda i Ono, 1997 (Japó)
- Stertinius leucostictus (Thorell, 1890) (Sumatra)
- Stertinius magnificus Merian, 1911 (Sulawesi)
- Stertinius niger Merian, 1911 (Sulawesi)
- Stertinius nobilis (Thorell, 1890) (Sulawesi)
- Stertinius patellaris Simon, 1902 (Moluques)
- Stertinius pilipes Simon, 1902 (Filipines)
- Stertinius splendens Simon, 1902 (Sulawesi)

### Stichius
Stichius Thorell, 1890
- Stichius albomaculatus Thorell, 1890 (Sumatra)

### Stoidis
Stoidis Simon, 1901
- Stoidis placida Bryant, 1947 (Illes Mona)
- Stoidis pygmaea (Peckham i Peckham, 1893) (St. Vincent)
- Stoidis squamulosa Caporiacco, 1955 (Veneçuela)

### Sumampattus
Sumampattus Galiano, 1983
- Sumampattus hudsoni Galiano, 1996 (Paraguai, Uruguai, Argentina)
- Sumampattus pantherinus (Mello-Leitão, 1942) (Argentina)
- Sumampattus quinqueradiatus (Taczanowski, 1878) (Perú, Brasil, Paraguai, Argentina)

### Synageles
Synageles Simon, 1876
- Synageles albotrimaculatus (Lucas, 1846) (Espanya, França, Algèria, Tunísia)
- Synageles bishopi Cutler, 1988 (EUA)
- Synageles canadensis Cutler, 1988 (EUA, Canadà)
- Synageles charitonovi Andreeva, 1976 (Àsia central)
- Synageles dalmaticus (Keyserling, 1863) (Mediterrani)
- Synageles hilarulus (C. L. Koch, 1846) (Paleàrtic)
- Synageles idahoanus (Gertsch, 1934) (EUA)
- Synageles leechi Cutler, 1988 (Canadà)
- Synageles mexicanus Cutler, 1988 (EUA, Mèxic)
- Synageles morsei Logunov i Marusik, 1999 (Rússia)
- Synageles nigriculus Danilov, 1997 (Rússia)
- Synageles noxiosus (Hentz, 1850) (North America, Bahames)
- Synageles occidentalis Cutler, 1988 (EUA, Canadà)
- Synageles persianus Logunov, 2004 (Iran, Azerbaidjan)
- Synageles ramitus Andreeva, 1976 (Àsia central, Mongòlia, Xina)
- Synageles repudiatus (O. P.-Cambridge, 1876) (Iemen)
- Synageles scutiger Prószynski, 1979 (Ucraïna, Azerbaidjan)
- Synageles subcingulatus (Simon, 1878) (Europa fins a Àsia central)
- Synageles venator (Lucas, 1836) (Paleàrtic, Canadà)

### Synagelides
Synagelides Strand, 1906
- Synagelides agoriformis Strand, 1906 (Rússia, Xina, Corea, Japó)
- Synagelides annae Bohdanowicz, 1979 (Xina, Japó)
- Synagelides birmanicus Bohdanowicz, 1987 (Birmània)
- Synagelides cavaleriei (Schenkel, 1963) (Xina)
- Synagelides dhaulagiricus Bohdanowicz, 1987 (Nepal)
- Synagelides gambosus Xie i Yin, 1990 (Xina)
- Synagelides gorapanicus Bohdanowicz, 1987 (Nepal)
- Synagelides gosainkundicus Bohdanowicz, 1987 (Nepal)
- Synagelides himalaicus Bohdanowicz, 1987 (Nepal)
- Synagelides huangsangensis Peng i cols., 1998 (Xina)
- Synagelides jiricus Bohdanowicz, 1987 (Nepal)
- Synagelides longus Song i Chai, 1992 (Xina)
- Synagelides lushanensis Xie i Yin, 1990 (Xina)
- Synagelides martensi Bohdanowicz, 1987 (Nepal)
- Synagelides nepalensis Bohdanowicz, 1987 (Nepal)
- Synagelides nishikawai Bohdanowicz, 1979 (Nepal)
- Synagelides oleksiaki Bohdanowicz, 1987 (Nepal)
- Synagelides palpalis Zabka, 1985 (Xina, Taiwan, Vietnam)
- Synagelides palpaloides Peng, Tso i Li, 2002 (Taiwan)
- Synagelides thodungus Bohdanowicz, 1987 (Nepal)
- Synagelides tianmu Song, 1990 (Xina)
- Synagelides tukchensis Bohdanowicz, 1987 (Nepal)
- Synagelides ullerensis Bohdanowicz, 1987 (Nepal)
- Synagelides walesai Bohdanowicz, 1987 (Nepal)
- Synagelides wangdicus Bohdanowicz, 1978 (Bhutan)
- Synagelides wuermlii Bohdanowicz, 1978 (Bhutan)
- Synagelides wyszynskii Bohdanowicz, 1987 (Nepal)
- Synagelides yunnan Song i Zhu, 1998 (Xina)
- Synagelides zhaoi Peng, Li i Chen, 2003 (Xina)
- Synagelides zhilcovae Prószynski, 1979 (Rússia, Xina, Corea)

### Synemosyna
Synemosyna Hentz, 1846
- Synemosyna americana (Peckham i Peckham, 1885) (Mèxic fins a Veneçuela)
- Synemosyna ankeli Cutler i Müller, 1991 (Colòmbia)
- Synemosyna aurantiaca (Mello-Leitão, 1917) (Colòmbia, Brasil, Argentina)
- Synemosyna decipiens (O. P.-Cambridge, 1896) (Mèxic, Guatemala)
- Synemosyna edwardsi Cutler, 1985 (Mèxic fins a Costa Rica)
- Synemosyna formica Hentz, 1846 (EUA)
- Synemosyna hentzi Peckham i Peckham, 1892 (Brasil)
- Synemosyna invemar Cutler i Müller, 1991 (Colòmbia)
- Synemosyna lauretta Peckham i Peckham, 1892 (Brasil, Argentina)
- Synemosyna lucasi (Taczanowski, 1871) (Colòmbia fins a Perú and Guyana)
- Synemosyna maddisoni Cutler, 1985 (Mèxic, Guatemala)
- Synemosyna myrmeciaeformis (Taczanowski, 1871) (Veneçuela, Brasil, Guaiana Francesa)
- Synemosyna nicaraguaensis Cutler, 1993 (Nicaragua)
- Synemosyna paraensis Galiano, 1967 (Brasil)
- Synemosyna petrunkevitchi (Chapin, 1922) (EUA)
- Synemosyna scutata (Mello-Leitão, 1943) (Brasil)
- Synemosyna smithi Peckham i Peckham, 1893 (Cuba, St. Vincent)
- Synemosyna taperae (Mello-Leitão, 1933) (Brasil)
- Synemosyna ubicki Cutler, 1988 (Costa Rica)